# Ulrich II. (Mecklenburg-Stargard)
Ulrich II., Herzog zu Mecklenburg-Stargard (* vor 1428; † 13. Juli 1471) war von 1466 bis 1471 (regierender) Herzog in Mecklenburg-Stargard.

## Familie
Er war das jüngste Kind des Herzogs Heinrich und dessen Frau Ingeburg.

## Biographie
Ulrich II. wurde wahrscheinlich vor 1428 geboren und regierte erst gemeinsam mit seinem Vater Heinrich. Nach dem Tod des Vaters 1466 übernahm er die alleinige Herrschaft.
Durch die Vermittlung der Hansestädte, vor allem durch den Stralsunder Bürgermeister Otto Voge, kam es zu einer gütlichen Einigung.
Er war mit Katherine, Tochter des Fürsten Wilhelm von Werle, verheiratet. Die für 1446 geplante Vermählung kam erst nach längeren Streitigkeiten über den Brautschatz infolge des Ribnitzer Vertrages vom 24. Februar 1454 zustande. Ausgangspunkt war der Erbstreit nach dem Tod des pommerschen Herzogs Barnim VIII. im Jahr 1451 um den Erbteil der Schwester Barnims VIII., Sophia von Pommern. Er wurde als Mitgift für ihre Hochzeit beansprucht. Dies betraf die Länder Zingst, Barth und Damgarten, welche Barnim VIII. für 20.000 Gulden an seine Nichte Katharine verpfändet hatte. Der genaue Hochzeitstag ist nicht bekannt, dürfte aber zwischen den 24. Februar (Vertragsabschluss) und den 15. September 1454 (erste urkundliche Erwähnung von Katharine als Ehefrau) gelegen haben. Katharine lebte urkundlich nachweisbar noch am 21. Juli 1475.
Über seinen Tod gibt es eine gute Quelle: Item in dessem iare, by sunte Margareten (13. Juli), starf hertich Olrich van Stargarden; vnde wente he nyne hinder naleth, dat mansnamen weren, so red Hinrick [IV.] van Mekelenborch in dat laut unde let sik huldegen van den guden luden unde van den steden unde van deme gansen lande alse eneme rechten erfheren des landes (Lübische Chronik bei Grautoff II, S. 337). Ulrich II. wurde im Kloster Wanzka beerdigt. Es gab, wie bei Ulrich I., Gerüchte, dass er vergiftet worden sei. Ulrich II. ist zu Wantzke im Kloster begraben, und daselbst sein Schwert, Helm und Wapen angehängt, und für etlichen Jahren das Epitaphium auff Herzog Ulrichs hochsel. Gedächtnus Begehr von Mylio, seinem geheimen Rat, alda gesetzet worden, berichtet Latomus (bei Westph. IV, Sp. 399, 400).
Ulrich II. war der letzte Herzog zu Mecklenburg-Stargard. Nach seinem Tod fiel die Herrschaft an die im Herzogtum Mecklenburg regierende Linie der Dynastie unter Heinrich IV. zurück.

## Nachkommen
1. Ingeburg († 8. April 1509?) Eberwin (II.) von Bentheim
2. Elisabeth (* 1470; † 1532) Priorin im Kloster Rehna